# 잉고 슈타인회펠
잉고 슈타인회펠(독일어: Ingo Steinhöfel, 1967년 5월 29일 ~ )은 전 독일의 역도 선수로 1988년부터 2004년까지 5개의 하계 올림픽에 참가하였다.
작센주 플라우엔에서 태어난 슈타인회펠은 동료 선수 로니 벨러와 공동적으로 5개의 올림픽에 나간 두번째 역도 선수이며, 1988년 서울 올림픽에서 동독을 대표하여 미들급 부문의 은메달을 획득하였다.
세계 역도 선수권 대회에서 그는 1987년과 1989년에 각각 미들급과 라이트헤비급 3위를 항고, 1994년 미들급 2위를 하였다.
유럽 선수권에서는 1989년 라이트헤비급 3위와 1997년 미들급 2위를 하였다.